# 7 хранителів гробниці
7 хранителів гробниці — австралійсько-китайський науково-фантастичний трилер жахів 2018 року, знятий режисером і сценаристом Кімблом Рендаллом, у головних ролях знялися Лі Бінбін, Келлан Лутц, Келсі Греммер і Ву Чун. Це найбільше спільне виробництво між Китаєм та Австралією. Фільм вийшов на екрани 19 січня 2018 року. В англомовному прокаті фільм називався Вартові гробниці (англ. Guardians of the Tomb, а у Китаї фільм вийшов на екрани під назвою Таємниче гніздо (кит.: 谜巢).

## Синопсис
Згуртована команда археологів має намір досконало вивчити таємничі підземелля, розташовані в північній частині Китаю і за попередніми підрахунками, зведені людьми ще кілька тисячоліть тому. На героїв попереду чекає серйозна проблема. Раптом за загадкових обставин зник їхній лідер Люк, який вирішив пуститися в самостійні дослідження. Спочатку хлопці не звернули увагу на зникнення товариша, сподіваючись, що хлопець просто захопився вивченням найдавніших споруд. Щоправда, незабаром компанія вимушено визнала, що людина, швидше за все, потрапила в біду, а отже, її треба виручити. Ретельно розробивши план пошуків, бригада спускається під землю, опинившись у надзвичайно заплутаному підземному лабіринті. Спочатку вчені наївно вважали, що й друг просто заблукав чи в нього несподівано сталася поломка приладів. Однак за кілька годин після початку рятувальної операції з'ясувалося, що шансів вижити у Люка, схоже, не було. У лабіринті на них чатують страшні створіння — ціла зграя павуків-людожерів, які готові накинутися на безпорадних жертв.

## Акторський склад
| Актор           | Роль         |
| --------------- | ------------ |
| Лі Бінбін       | Цзя          |
| Келлан Латц     | Джек Рідлі   |
| Келсі Греммер   | Мейсон       |
| Ву Чун          | Люк          |
| Стеф Доусон     | Міллі Пайпер |
| Шейн Джейкобсон | Гері         |
| Раян Джонсон    | Ітан         |
| Джейсон Чонг    | Чень Сю      |